# Indolpium loyolae
Espèce
Synonymes
- Minniza loyolae Murthy, 1961

Indolpium loyolae est une espèce de pseudoscorpions de la famille des Olpiidae.

## Distribution
Cette espèce se rencontre en Inde au Tamil Nadu et au Sri Lanka.

## Systématique et taxinomie
Cette espèce a été décrite sous le protonyme Minniza loyolae par Murthy en 1961. Elle est placée dans le genre Indolpium par Beier en 1967.

## Publication originale
- Murthy,, « Two new species of pseudoscorpions from south India  », Annals & Magazine of Natural History,, 13e série, vol. 4,‎ 1961,  221-224.